# 外交豁免權
外交豁免權，又稱外交特權，是國際間為方便外交代表執行正常職務，各國依據相互尊重主權及平等互利原則，按照慣例或有關協議，互相授予外交豁免權；其性質為絕對的，故為絕對豁免權。
豁免權以廣義區分，分為絕對豁免權和功能性豁免權。1961年，聯合國國際法委員會將習慣法整編成設定的《維也納外交關係公約》，目前世界各國大部分已簽署。

## 歷史
现代意义上的外交始于17世纪的欧洲。《維也納外交關係公約》規定外交官在從事外交任務的過程中不受迫害和不受法律制裁。假如這些外交官若因犯法被母國取消豁免，則需在該派遣國受法律制裁。一般來說一名外交官在他所駐的國家裡的確犯法的話，因為豁免權的保護不受刑，但是所在國也會予以驅逐。
外交通訊一般視同不可侵犯，外交官一般允許攜帶任何文件通過邊境而不受搜查。外交郵袋也不受海關或邊防的檢查。但是近年裡由於竊聽和偵探系統的日新月異，甚至不用開啟郵袋亦能得知內容物，不過這種行為一旦被發現的話屬於嚴重的冒犯行為。
各国驻联合国各机构的外交官员或参加联合国组织的活动代表，一般也拥有外交豁免权。如各國駐聯合國代表，須前往美國紐約聯合國總部大樓議事及執行公務時，雖非以駐美外交人員身分進入美國國境，但在美國移民部门及海關亦認定駐聯合國代表等同於他國駐美外交人員，可經由美國入境關卡的外交通道特權通過，且其攜帶物品、文件及外交郵袋亦不必接受美國海關檢查。

## 內容
外交豁免權與特權雖常視為同義，仍有些許差異。豁免權主要指刑事之相關豁免；特權的範圍除了不可侵犯權外，亦因使館用地及人員屬派駐國所有，故免繳納其駐在國稅務並有通訊保密及旅行自由等權利。
外交豁免權適用於任何外交代表，不論是常駐代表或臨時使節，也包括其有限的眷屬在內，例如，配偶、未成年子女及成年未有婚姻之女兒。然而相關特權，不一定適用於所有驻外文官、領事人員、職員、及其家屬，如美國的相關規定，雖符合維也納外交關係公約，對外交人員的身份別有少许差別待遇。

### 絕對豁免權
- 絕對豁免權主要內容：
  - 刑事訴訟之豁免：可不受駐在國刑事追訴。
  - 民事與行政管轄豁免：不受強制執行及處分、不承担駐在國中央地方各項稅務之繳納義務。
  - 證人義務豁免：無出庭作證之義務。
- 絕對豁免權例外事項：
  - 為供給特定服務之費用，例如外交官繳交所使用的水、電費等。
  - 民事法的物權行為不在豁免範圍，例如：土地、動產及日用品的買賣交易等。但代表派駐國購置使館用途的不動產，不在此限。
  - 以私人身分非代表派駐國進行繼承事件訴訟，為遺囑執行人、遺產管理人、繼承人或受遺贈人等。
  - 於駐在國非公務範圍內的專業與商務活動，應屬私人經濟活動，受所在國法律之約束。
  - 派駐國外交官主動於駐在國提起訴訟，則不享有豁免權，外交官針對一件案件提起訴訟，被告當事人提出反訴時，駐在國司法機關依然可以審理及判決該外交官員，而不受此外交豁免權限制。
  - 拋棄外交豁免權，拋棄外交豁免權與否為派駐國之權利，並須明示，不受該名外交人員個人自主決定。例如：1997年1月，美國曾發生格魯吉亞共和國駐美大使駕車肇事並撞死當地少女，美國群情譁然，使美國總統比尔·克林顿要求格魯吉亞總統爱德华·谢瓦尔德纳泽捨棄外交豁免權，交由美國司法機關審判該公使，最後格魯吉亞予以答應。即使派駐國不認同，駐在國亦可選擇將該外交代表列為不受歡迎人物，若派駐國不將被列外不受歡迎的外交代表召回或解除職務，駐在國可以不再承認其外交人員的身份並予以驅逐出境。

### 功能性豁免權
相對於絕對豁免權的是功能性豁免权，其指特定國際組織或非正式邦交國，及非国家政治实体之外交代表機構，與設置地或駐在國簽署協定，其組織人員得享有部分豁免權利，如國際貨幣基金組織、中華民國與美國互設代表機構。
- 甚多國際組織總部設在美國，因此這些國際組織和美國簽有協定，國際組織職員享有屬功能性之外交豁免權，即在執行公務時的行為不受駐在國法律管轄，且僅限於職員本人。而豁免權必須當事人在審理中提出主張，且是否執行公務仍由駐在國法官認定，因此駐在國司法及檢調單位依然可以起訴審理。

國際貨幣基金組織則規定，職員僅於「執行公務時，可豁免於法律程序」。

### 外交特權
- 旅行自由權，除國家安全禁限區（例如軍事基地）外。
- 通訊保密權，可採外交郵袋、外交信使等方式之保密自由通訊。
- 人身及財產不可侵犯，外交人員的人身及其家屬不受任何方式之逮捕或拘禁；使館馆舍，包括辦公使用及館長寓邸之建物等不得侵犯，且免受搜索、扣押、徵用、或強制执行。從現代國際法的理論角度，使館仍然屬於其所在國的領土，因此使館本身沒有提供庇護的法理依據。然而，由於維也納外交關係公約規定了使館絕對不得侵犯，因此位於其所在國尋求政治庇護的人士常以進入使館、領事館以獲取事實上的庇護，例如陳光誠進入美國駐華大使館、朱利安·阿桑奇進入厄瓜多爾駐英國大使館、脫北者進入韓國駐華大使館。
- 派駐國可使用國家象徵物於其外交代表機構，可將派駐國之國旗、國徽置於馆舍、大使寓邸及交通工具上使用。
- 免納繳稅金及免役務，免納關稅、其他國家、區域或地方性稅金及其役務。